# Escudo de La Aldea

Representación del escudo de armas de La Aldea.

El escudo de armas de La Aldea, municipio de la provincia de Tarragona, es descrito en la terminología precisa de la heráldica según el siguiente blasón:

De gules, una faja ondada, bajada, de azur, perfilada de plata, acompañada en el jefe por una torre abierta, de plata, acostada de dos espigas de arroz, de plata. Bordura de plata cargada de cinco alcachofas, de sinople, puestas 2,2 y 1.

En su diseño habitual, el escudo se representa en un contorno de forma de cuadrado apoyado en uno de sus vértices, y rematado en su parte superior o timbre, por una variante de corona mural.
Fue aprobado oficialmente por la Generalidad de Cataluña mediante Decreto de 21 de marzo de 1985, publicado en el DOGC el 14 de junio del mismo año con el número 550.
El escudo representa en su composición al río Ebro y la antigua torre de vigilancia construida por los señores de Benlloch, primeros señores feudales del lugar. Las espigas de arroz aluden a los cultivos abundantes que existen en la zona, próxima al delta del Ebro. En la paret externa llamada bordura, las figura de alcachofa evocan el recurso agrícola principal del pueblo que le da renombre en la comarca.